# Formicivora melanogaster
El hormiguerito ventrinegro (Formicivora melanogaster), también denominado batará vientre negro (en Paraguay) u hormiguero de vientre negro, es una especie de ave paseriforme de la familia Thamnophilidae perteneciente al género Formicivora. Habita en el centro y este de América del Sur.

## Descripción
Mide 13 cm. El macho es marrón grisáceo por arriba, con una ancha lista superciliar blanca prolongándose hasta los lados del pescuezo; ala negra con faja y pintas blancas; plumas de la cola con punta blanca y externas bordeadas de blanco. Negro por abajo. La hembra es marrón por arriba con una máscara negra; blanco sucio por abajo.

## Distribución y hábitat
Se distribuye en el centro oeste de Brasil, sureste de Bolivia y extremo norte de Paraguay; y en el noreste de Brasil. Ver más detalles en Subespecies.
Habita en bosques tropicales y subtropicales secos y matorrales en cerrados y caatingas hasta los 1100 m de altitud en Bolivia.

## Comportamiento
Semejante a Formicivora grisea. Recorre la vegetación densa, saltitando de forma metódica, mientras mueve la cola abierta para los lados.

### Vocalización
El canto es una serie medio lenta de notas “chap”, a veces más prolongada.

## Sistemática

### Descripción original
La especie F. melanogaster fue descrita por primera vez por el ornitólogo austríaco August von Pelzeln en 1868 bajo el mismo nombre científico; localidad tipo «ciudad de Goiás, Goiás, Brasil».

### Etimología
El nombre genérico femenino «Formicivora» proviene del latín «formica»: hormiga y «vorare»: devorar; significando «devorador de hormigas»; y el nombre de la especie «melanogaster», proviene del griego «melanos»: negro  y «gastēr»: vientre; significando «de vientre negro».

### Taxonomía
Los estudios morfológicos, moleculares y de vocalización indican que, con excepción de Formicivora iheringi, todas las especies situadas en el presente género forman un grupo bien definido. Se considera que la presente especie forma un clado con Formicivora serrana y Formicivora littoralis, siendo que las tres han sido algunas veces consideradas conespecíficas.

### Subespecies
Según la clasificación del Congreso Ornitológico Internacional (IOC) (Versión 7.2, 2017) y Clements Checklist v.2016, se reconocen 2 subespecies, con su correspondiente distribución geográfica:
- Formicivora melanogaster melanogaster Pelzeln, 1868 - centro de Brasil (sur de Mato Grosso hacia el este hasta el sur de Bahía, al sur hasta Mato Grosso do Sul, oeste de São Paulo y  norte de Minas Gerais), sureste de Bolivia (Santa Cruz, Chuquisaca, Tarija) y extremo norte de Paraguay (Alto Paraguay).
- Formicivora melanogaster bahiae Hellmayr, 1909 - noreste de Brasil (extremo este de Maranhão al este hasta el oeste de Rio Grande do Norte, al sur hasta el norte de Bahía y oeste de Pernambuco).